# Living Goods
Living Goods — американская некоммерческая организация, работающая в Уганде, Кении и Мьянме (штаб-квартира расположена в Сан-Франциско). Основана Чаком Слогтером в 2007 году. Основной целью Living Goods является развитие стабильной платформы распределения товаров, которые способствуют борьбе с бедностью и болезнями в развивающихся странах. Организация управляет сетями независимых предпринимателей (преимущественно женщин), которые зарабатывают себе на жизнь продажей лекарств и медицинских товаров беднякам. Модель прямых продаж отчасти заимствована Living Goods у Avon Products, Amway, Tupperware и других подобных компаний. Организация стремится выйти на полную самоокупаемость.
Программы продаж Living Goods направлены на сокращение детской смертности, экономию средств бедных семей, которые ухаживают за больными и пользуются предметами первой необходимости, создание рабочих мест среди мелких предпринимателей, увеличение доступа к инновационным продуктам, масштабное воздействие на социальную среду и борьбу с поддельными лекарствами. Цены на некоторые товары Living Goods ниже среднерыночных на 50 %. Независимые агенты Living Goods получают от организации обучение, лицензию на использование бренда, кредит на продукцию по ценам ниже рыночных, униформу и телефон с установленным приложением (через это мобильное приложение, разработанное с помощью корпорации Cisco Systems, Living Goods не только следит за продажами, поставками и товарными запасами, но и консультирует своих агентов и больных из числа клиентов). Living Goods поддерживает своих агентов через сеть офисов-складов. На каждого агента приходится около 700 клиентов.
Основными товарами, которые продаёт Living Goods, являются недорогие средства от малярии, диареи, глистов, респираторных инфекций и сепсиса, детские лекарства и антибиотики от небольших компаний, которые не могут тратиться на рекламу и масштабную дистрибуцию, презервативы, противозачаточные таблетки, витамины, подгузники, санитарные подушки, солнечные фонари, домашние печи для приготовления еды, топливные брикеты, водяные фильтры, противомоскитные сетки. 
Партнёрами Living Goods выступают BRAC (Бангладеш), Population Services International (США) и Marie Stopes International (Великобритания). Спонсорами и инвесторами организации являются Сеть Омидьяра, Фонд Мулаго, Jasmine Social Investments, Pershing Square Foundation, The Children's Investment Fund Foundation, Peery Foundation и многие другие фонды.  